# 社会主义核心价值观

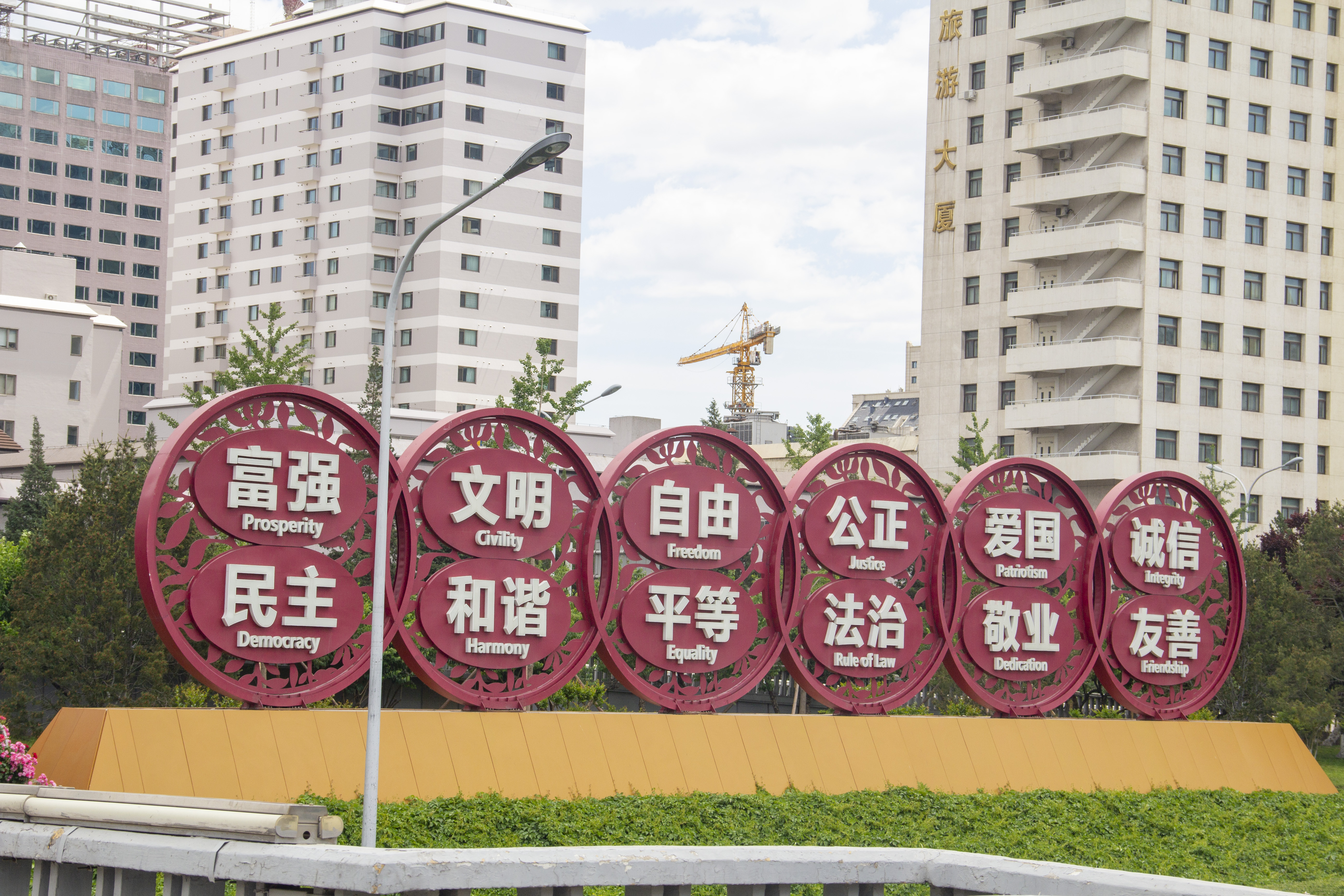
北京二环路建国门位置的标语

社会主义核心价值观是中国共产党从2012年中国共产党第十八次全国代表大会起提倡的价值观。

## 历史
2012年11月8日，中共中央总书记胡锦涛代表中国共产党第十七届中央委员会向中国共产党第十八次全国代表大会所作的报告中首次提出了社会主义核心价值观的基本内容，共24个字。
2013年12月23日，中共中央办公厅印发的《关于培育和践行社会主义核心价值观的意见》将其分成3个层面。
2014年2月12日《人民日报》头版予以刊登。中共中央总书记习近平自上任始就多次提及社会主义核心价值观，强调社会主义在中国社会的领导性、积极性与先进性。

## 内容
社会主义核心价值观的三个层面依次分别是国家层面、社会层面和公民个人层面。
- 国家层面的价值目标：富强、民主、文明、和谐
- 社会层面的价值取向：自由、平等、公正、法治
- 公民个人层面的价值准则：爱国、敬业、诚信、友善

## 宣传与考核

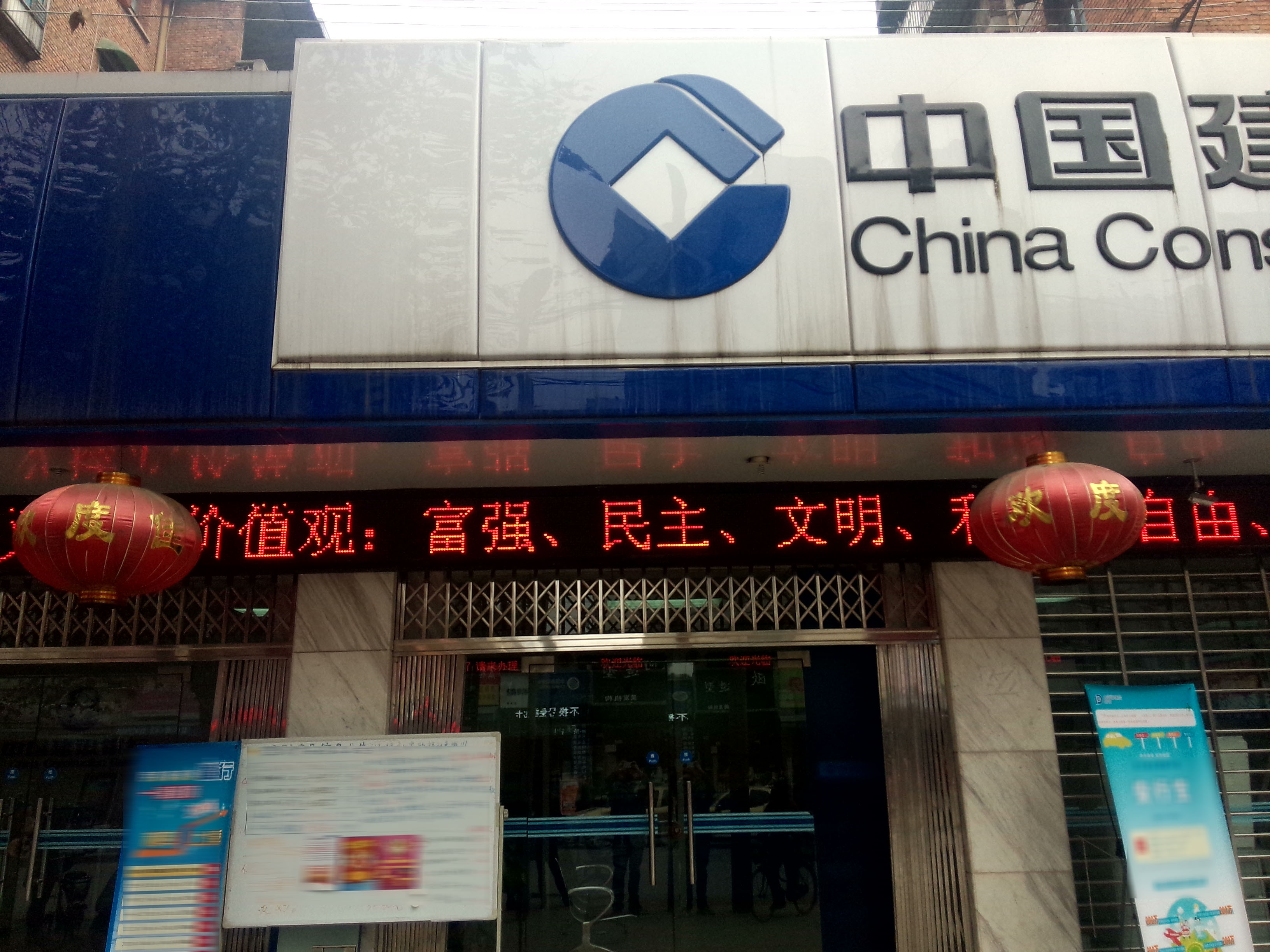
中国建設银行的电子显示屏滚动展示社会主义核心价值观。

为了“培育和践行社会主义核心价值观”，中华人民共和国各级行政部门下达通知文件，要求各个学校、医院、企业、网吧、商铺、购物中心、公交车公司等单位通过宣传展板、横幅或电子显示屏等媒介展示社会主义核心价值观24字的全文。目前，社会主义核心价值观的宣传已经遍布中国大陆各个城市的大街小巷。
根据中央文明办下属的“中国文明网”的报道，2017年广东肇庆市在城区的牌坊广场、东门广场上的两组时钟，以“社会主义核心价值观”内容为时间刻度，并评论称此举“是肇庆创建文明城市进程中的又一壮举”。另据媒体报道，此前这里时钟的表盘内容为“社会主义荣辱观”（“八荣八耻”）。
此外，一些由中国共产党所主导的考核、评测活动，也将社会主义核心价值观建设情况列为考核的一部分。以第四届全国文明城市评选测评为例，这一轮全国文明城市创建和以往有很大的不同，“培育和践行社会主义核心价值观”成为评价体系中权重最高的指标。测评时要求：

一是要求提供今年以来宣传报道统计数字，要抽查两个月报纸样报和电视截屏（不包含核心价值观的公益广告），也将在问卷调查中了解宣传普及的效果；
二是实地暗访查社会场景营造，随机察看大街小巷、建筑围挡、车站、公园、广场等地；

三是抽查学校，既要提供大中小学校宣传展示核心价值观的图片，也要实地抽查学校传播核心价值观的氛围。
为了评选全国文明城市，武汉市全力宣传、全城背诵、全城考核社会主义核心价值观内容。

## 圖片

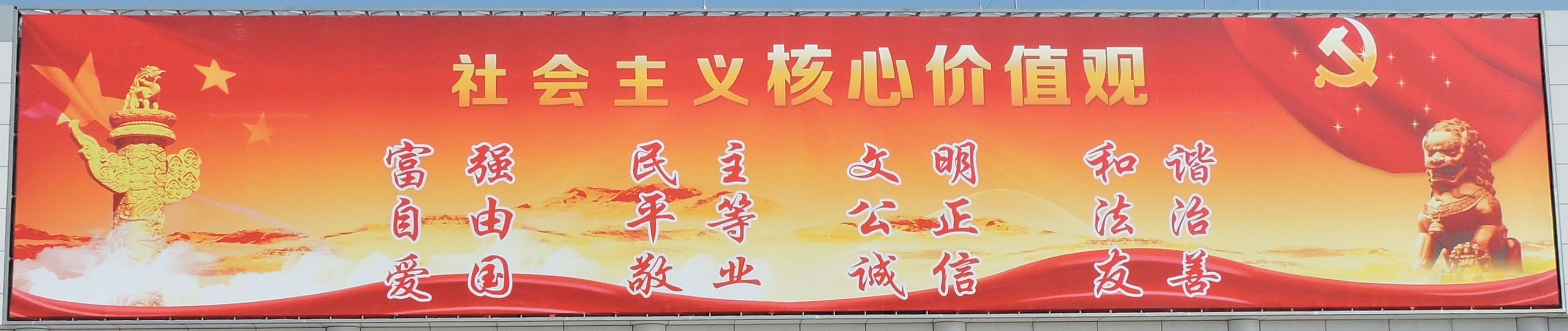
遼寧省大連市一所宣傳社會主義核心價值觀的看板
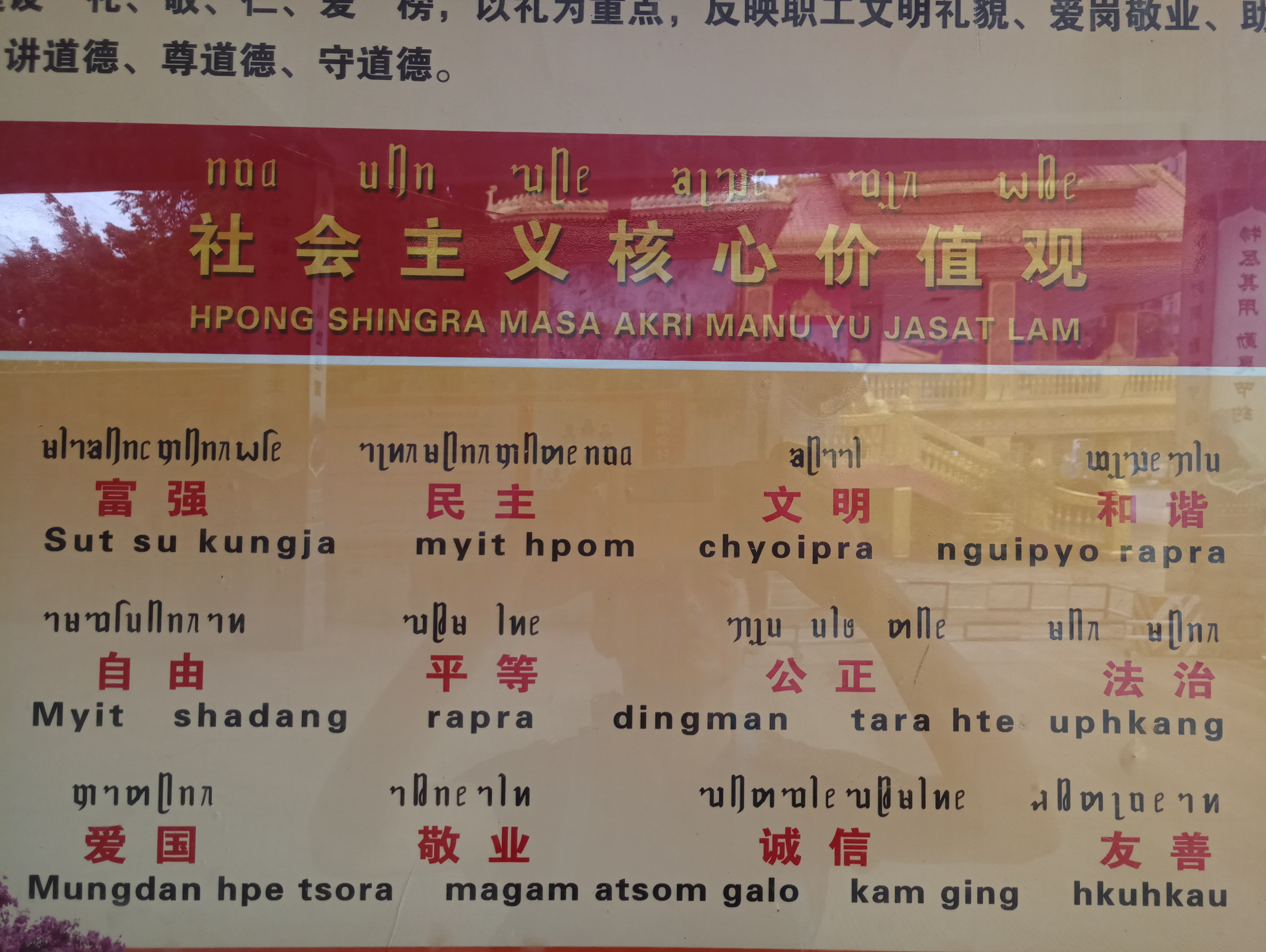
雲南省德宏州芒市鎮的汉语、傣那语、景颇语三語宣傳板
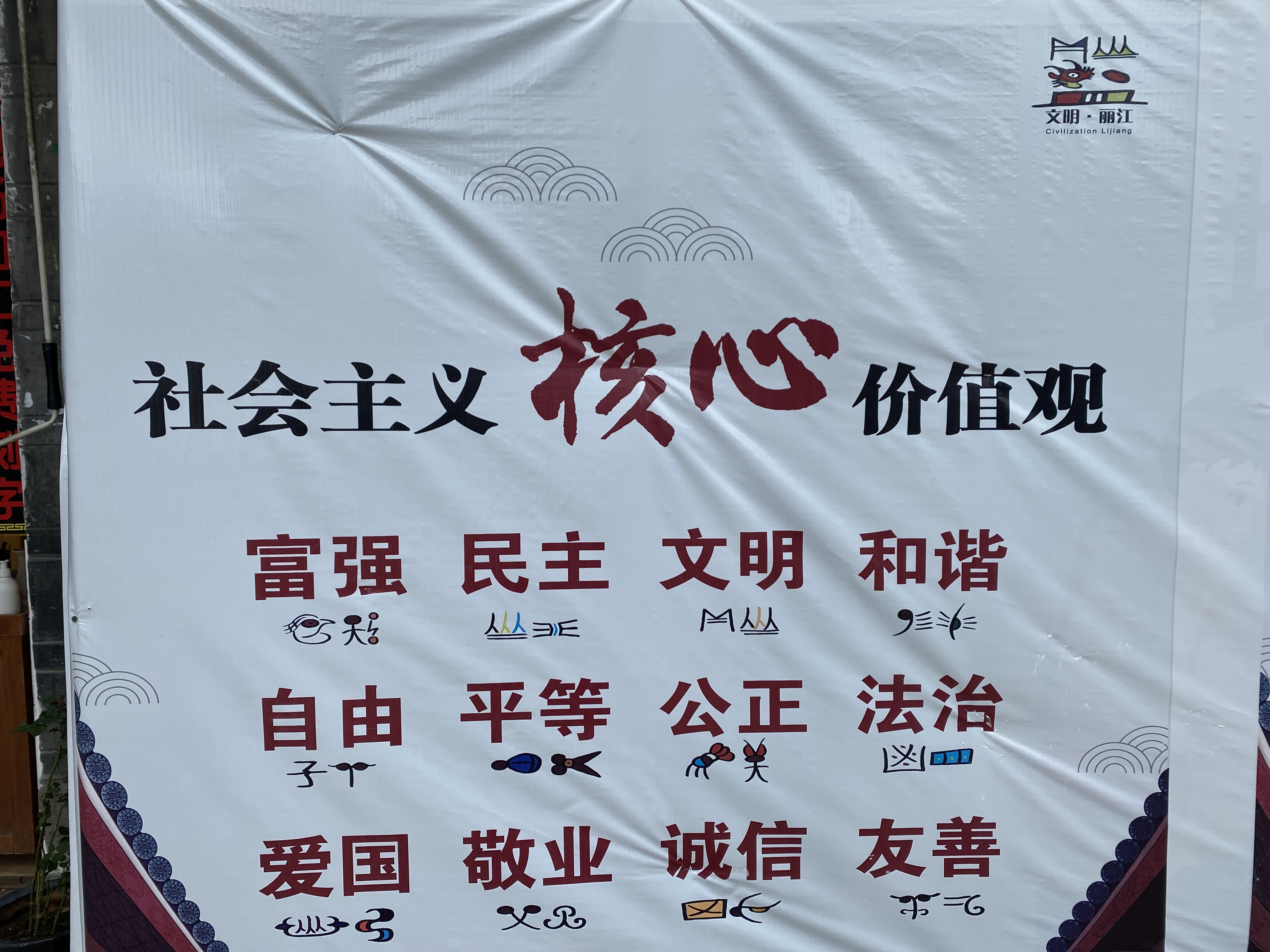
雲南省麗江市古城區的汉语與東巴文雙語宣傳海報
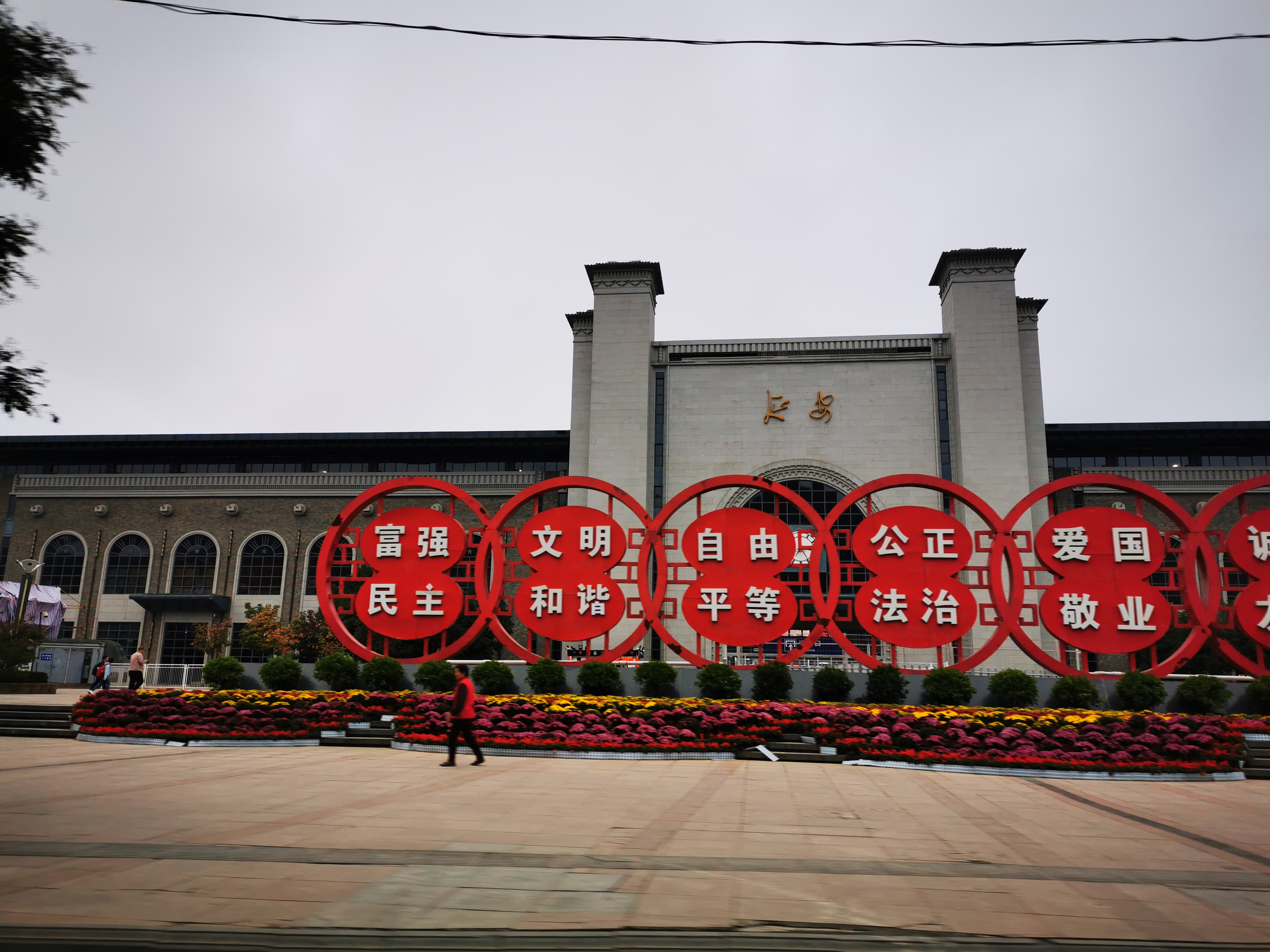
陝西省延安市車站外的宣傳雕塑
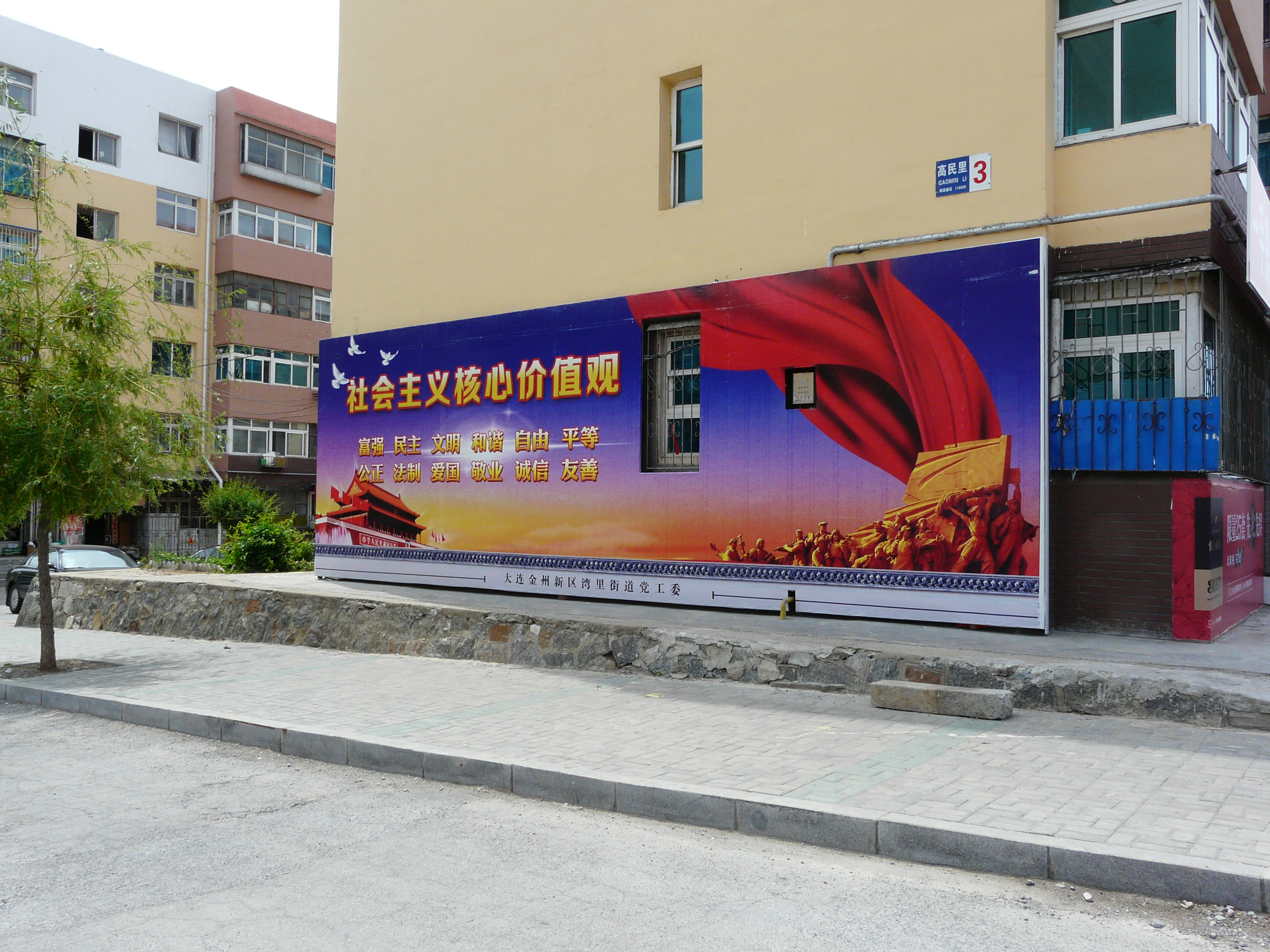
遼寧省大連市金州新區灣里街道的宣傳看板
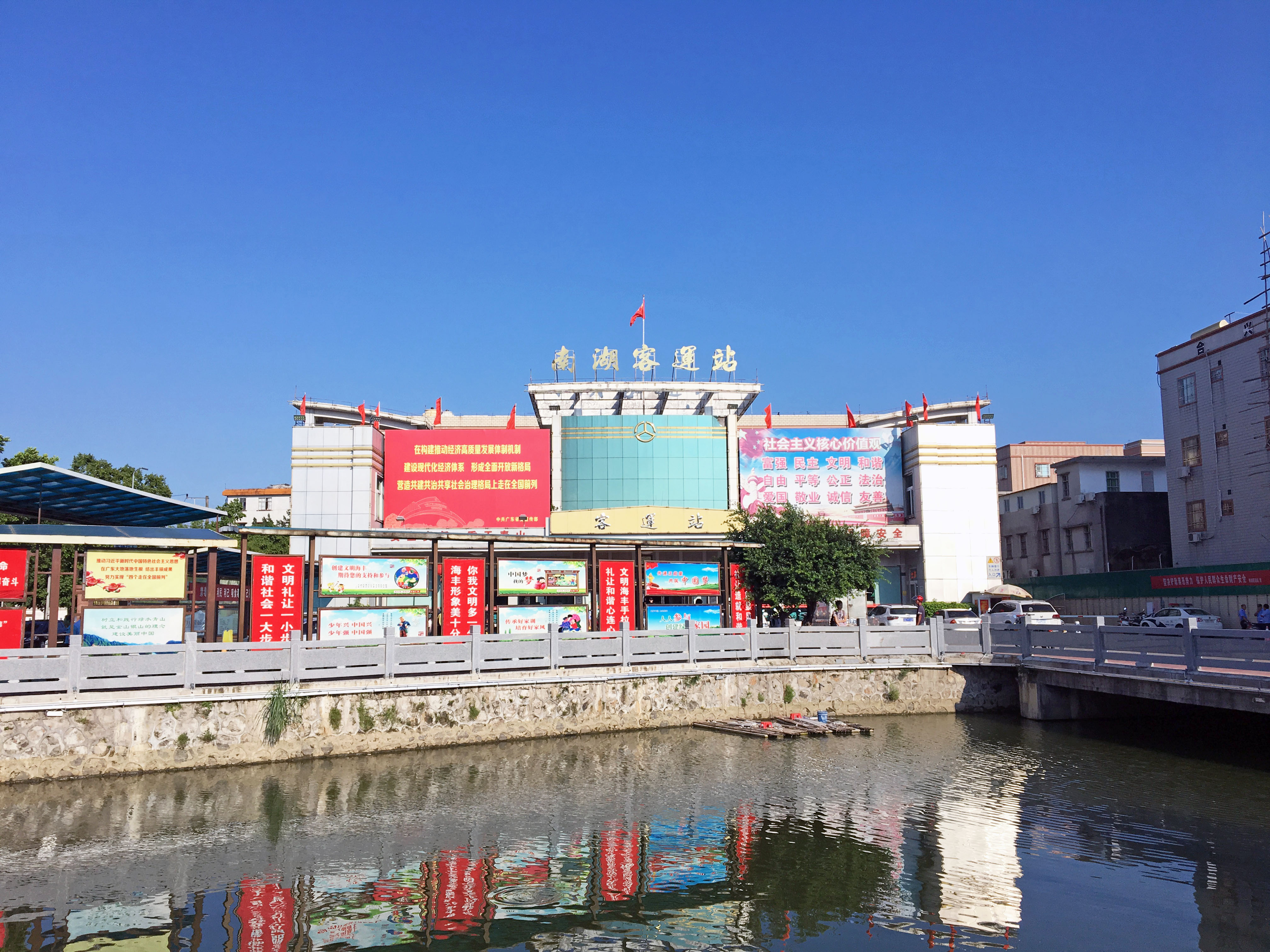
廣東省汕尾市海豐縣南湖客運車站外的宣傳板
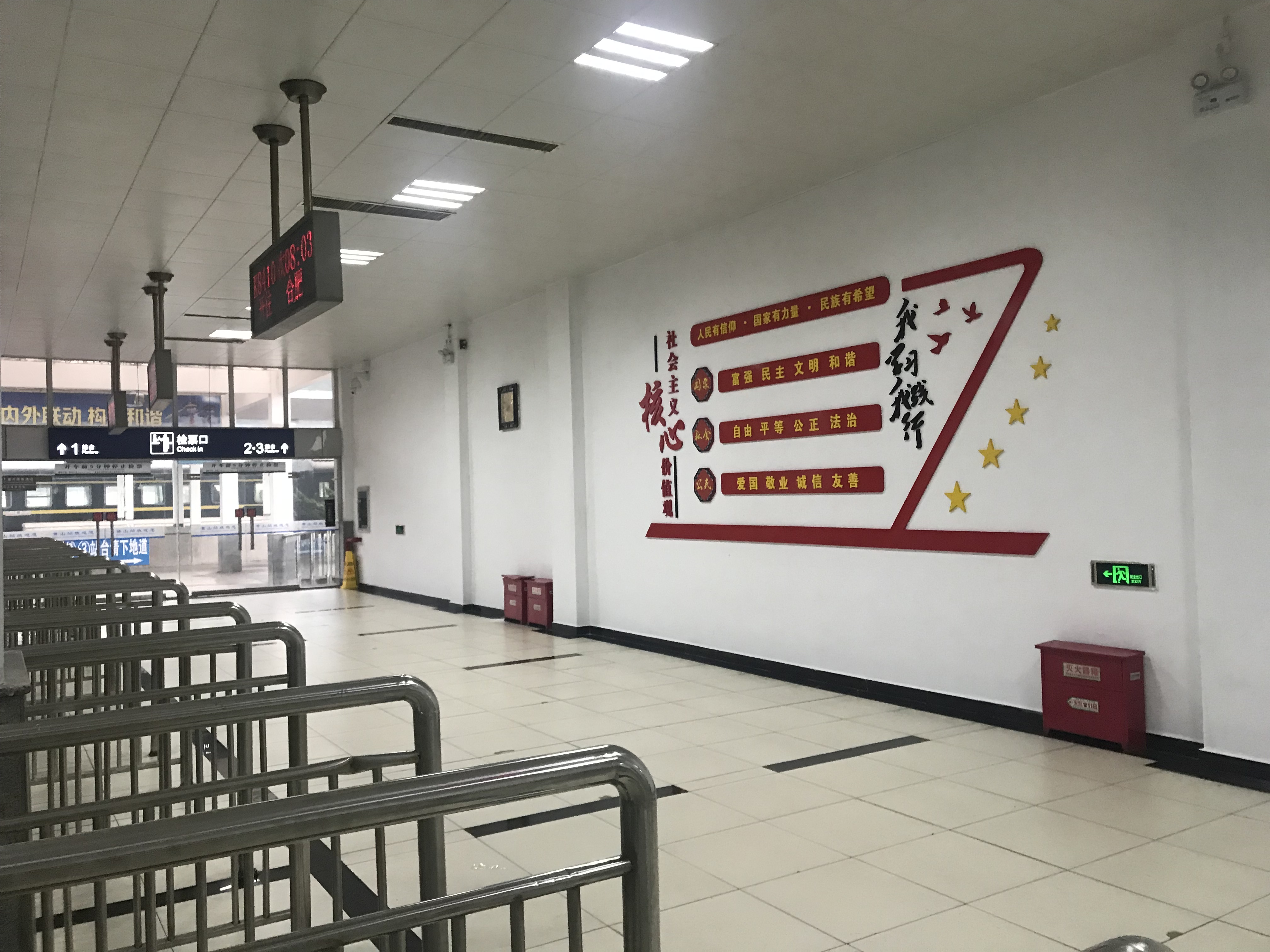
安徽省黃山市車站內
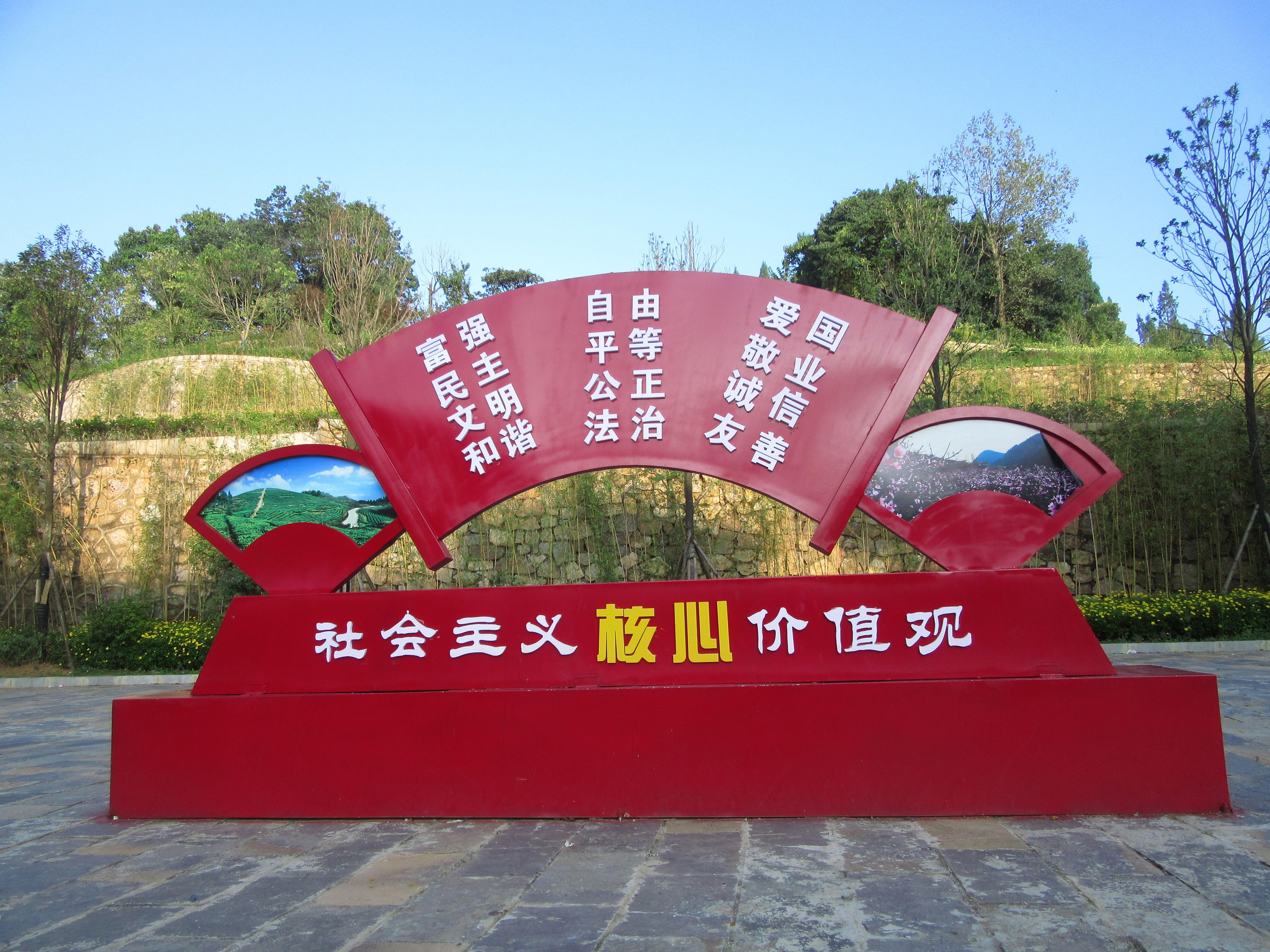
貴州省安順市普定縣的戶外宣傳看板
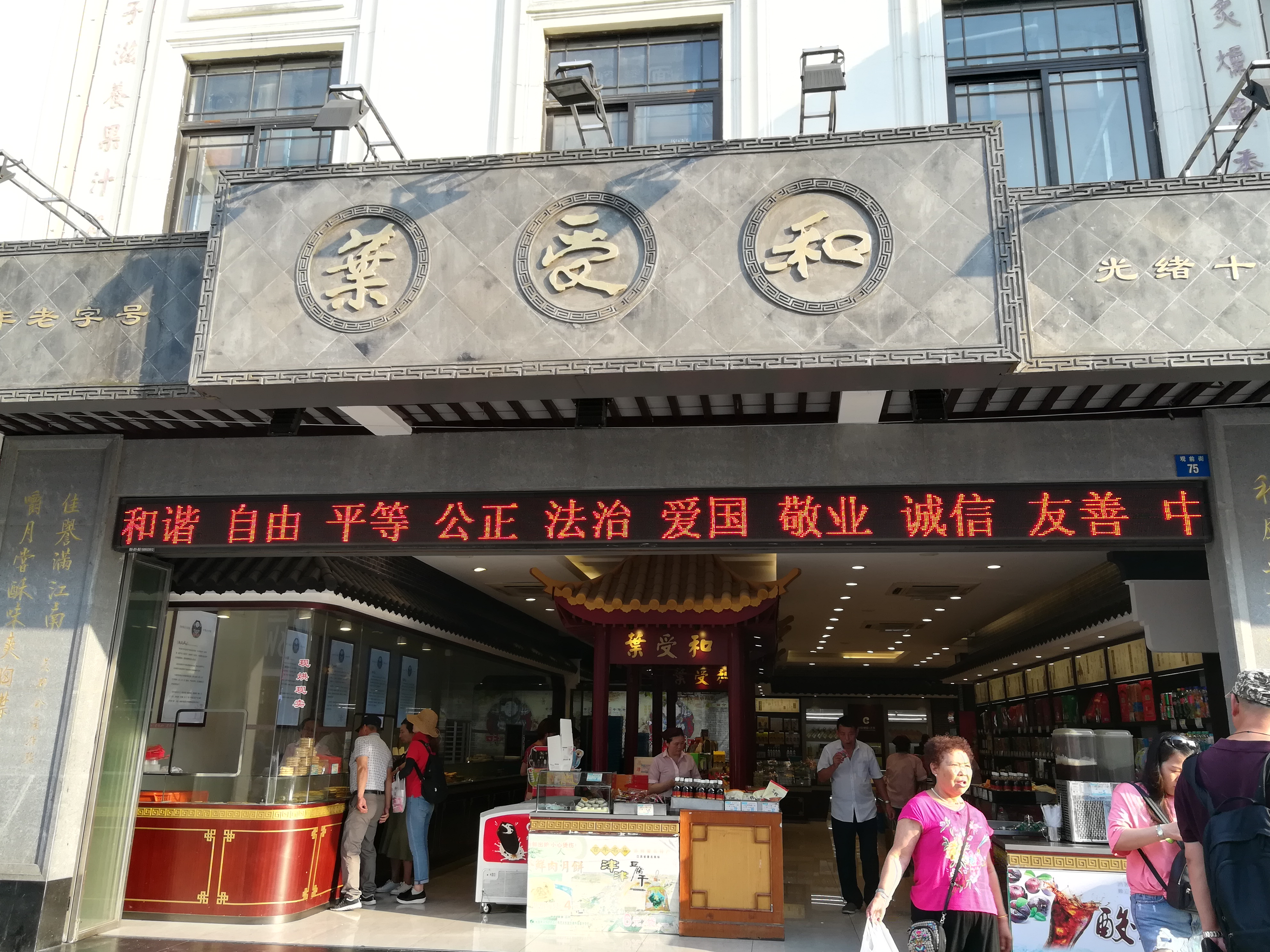
江蘇省蘇州市一家葉受和的宣傳跑馬燈
新疆维吾尔自治区吐鲁番市的戶外宣傳看板，上方印有汉语、维吾尔语的社会主义核心价值观内容，中间为政宣版画《我把党来比母亲》